# Monolepta kurilensis
Monolepta kurilensis is een keversoort uit de familie bladkevers (Chrysomelidae). De wetenschappelijke naam van de soort werd in 1966 gepubliceerd door Medvedev.